# Åsensbruk
Åsensbruk is een plaats in de gemeente Mellerud in het landschap Dalsland en de provincie Västra Götalands län in Zweden. De plaats heeft 530 inwoners (2005) en een oppervlakte van 79 hectare.